# Station Wierzbowa Śląska
Station Wierzbowa Śląska is een spoorwegstation in de Poolse plaats Wierzbowa.